# Pallavolo Chieri 2003-2004
Questa voce raccoglie le informazioni riguardanti la Pallavolo Chieri nelle competizioni ufficiali della stagione 2003-2004.

## Stagione
La stagione 2003-04 è per la Pallavolo Chieri è la prima in Serie A1, dopo aver conquistato la promozione al termine della stagione 2002-03, vincendo il campionato di Serie A2; in panchina è confermato l'allenatore Carlo Parisi, poi cambiato a metà annata con Luciano Pedullà, così come alcune autrici della promozione restano in rosa tra cui Maurizia Borri, Brigitte Soucy, Cristina Vincenzi e Cinzia Perona, mentre tra i nuovi acquisti figurano quelli di Neli Marinova, Nataša Osmokrović, Danielle Scott, Carmen Țurlea e Antonina Zetova; tra le cessioni: Francesca Ferretti, Chiara Burzio e Andrea de Moraes.
Il campionato si apre con sei vittorie consecutive, con la prima sconfitta che arriva alla settima giornata ad opera dell'Asystel Volley: il club di Chieri continua poi nella sua serie di successi in tutto il girone di andata, eccetto nell'ultima giornata quando è sconfitta al tie-break dal Volley 2002 Forlì, chiudendo al terzo posto in classifica. Il girone di ritorno inizia con due vittorie di fila, per poi essere segnato da un periodo di successi nelle partite giocate in case e sconfitte in quelle giocate in trasferte, fino alla chiusura della regular season dove la Pallavolo Chieri ottiene il successo nelle ultime quattro gare disputate, confermando il terzo posto in classifica. Nei play-off scudetto, ai quarti di finale, la sfida è contro il Volley Modena, la quale però vince sia gara 1 che gara 2, eliminando le piemontesi.
Tutte le formazioni che partecipano alla Serie A1 2003-24 sono di diritto qualificate alla Coppa Italia; la Pallavolo Chieri elimina negli ottavi di finale, con una doppia vittoria al tie-break il Vicenza Volley: nei quarti di finale ha la meglio per 3-1 sul Volley Modena, mentre viene eliminato dalla competizione in semifinale dall'Asystel Volley.

## Organigramma societario
Area direttiva
- Presidente: Maurizio Magnabosco

Area tecnica
- Allenatore: Carlo Parisi (fino al 16 febbraio 2004), Luciano Pedullà (dal 17 febbraio 2004)
- Allenatore in seconda: Giuseppina Tibaldi
- Scout man: Marco Musso

Area sanitaria
- Medico: Angelo Bertella, Stefania Valenza
- Preparatore atletico: Marco Amitrano
- Fisioterapista: Lidia Giordanengo, Marco Luison

## Rosa
| N° | Nome              | Ruolo | Data di nascita   | Nazionalità sportiva |
| -- | ----------------- | ----- | ----------------- | -------------------- |
| 1  | Nataša Osmokrović | S     | 22 maggio 1976    | Croazia              |
| 2  | Danielle Scott    | C     | 1º ottobre 1972   | Stati Uniti          |
| 4  | Sonia Gioria      | P     | 6 gennaio 1978    | Italia               |
| 5  | Brigitte Soucy    | S     | 11 ottobre 1972   | Canada               |
| 6  | Carmen Țurlea     | S/O   | 18 novembre 1975  | Romania              |
| 7  | Neli Marinova     | P     | 27 maggio 1971    | Bulgaria             |
| 8  | Barbara Siciliano | S     | 19 luglio 1972    | Italia               |
| 12 | Cristina Vincenzi | C     | 14 maggio 1979    | Italia               |
| 13 | Maurizia Borri    | L     | 24 febbraio 1977  | Italia               |
| 14 | Cinzia Perona     | C     | 16 maggio 1973    | Italia               |
| 15 | Antonina Zetova   | S/O   | 17 settembre 1973 | Bulgaria             |

## Mercato
| Acquisti | Acquisti          | Acquisti          | Acquisti   |
| R.       | Nome              | da                | Modalità   |
| -------- | ----------------- | ----------------- | ---------- |
| P        | Neli Marinova     | Albacete          | definitivo |
| S        | Nataša Osmokrović | inattiva          | definitivo |
| C        | Danielle Scott    | Pioneer Red Wings | definitivo |
| S/O      | Carmen Țurlea     | Bergamo           | definitivo |
| S/O      | Antonina Zetova   | Eczacıbaşı        | definitivo |

| Cessioni | Cessioni           | Cessioni | Cessioni   |
| R.       | Nome               | a        | Modalità   |
| -------- | ------------------ | -------- | ---------- |
| S        | Michela Bottini    | ?        | definitivo |
| S        | Paola Bressan      | ?        | definitivo |
| C        | Chiara Burzio      | Asti     | definitivo |
| S        | Valentina Caloro   | ?        | definitivo |
| S        | Andrea de Moraes   | Altamura | definitivo |
| C        | Paola Franco       | ?        | definitivo |
| P        | Francesca Ferretti | Modena   | definitivo |

## Risultati

### Serie A1

#### Girone di andata
| 1ª giornata - 5 ottobre 2003 PalaMaddalene, Chieri                | Chieri            | 3 - 0 | Modena               | 25-18, 25-21, 25-17               |
| 2ª giornata - 8 ottobre 2003 Palasport Città di Vicenza, Chieri   | Vicenza           | 0 - 3 | Chieri               | 15-25, 21-25, 18-25               |
| 3ª giornata - 11 ottobre 2003 PalaMaddalene, Chieri               | Chieri            | 3 - 1 | Giannino Pieralisi   | 25-19, 24-26, 25-21, 25-17        |
| 4ª giornata - 19 ottobre 2003 PalaBigi, Reggio nell'Emilia        | Reggio Emilia     | 1 - 3 | Chieri               | 14-25, 25-17, 19-25, 20-25        |
| 5ª giornata - 4 dicembre 2003 PalaMaddalene, Chieri               | Chieri            | 3 - 2 | Bergamo              | 23-25, 25-18, 33-31, 17-25, 15-10 |
| 6ª giornata - 26 novembre 2003 PalaEvangelisti, Perugia           | Sirio Perugia     | 0 - 3 | Chieri               | 19-25, 22-25, 23-25               |
| 7ª giornata - 29 novembre 2003 PalaMaddalene, Chieri              | Chieri            | 1 - 3 | Asystel              | 18-25, 21-25, 25-21, 20-25        |
| 8ª giornata - 7 dicembre 2003 PalaDionigi, Sant'Angelo in Lizzola | Robursport Pesaro | 1 - 3 | Chieri               | 20-25, 15-25, 25-22, 17-25        |
| 9ª giornata - 14 dicembre 2003 PalaMaddalene, Chieri              | Chieri            | 3 - 0 | Olimpia Ravenna      | 25-17, 25-20, 25-20               |
| 10ª giornata - 21 dicembre 2003 PalaMaddalene, Chieri             | Chieri            | 3 - 0 | San Giorgio Sassuolo | 25-15, 25-22, 25-11               |
| 11ª giornata - 17 gennaio 2004 PalaGalassi, Forlì                 | Forlì             | 3 - 2 | Chieri               | 25-23, 21-25, 27-25, 16-25, 15-12 |

#### Girone di ritorno
| 12ª giornata - 22 gennaio 2004 PalaPanini, Modena     | Modena               | 0 - 3 | Chieri            | 18-25, 24-26, 20-25               |
| 13ª giornata - 31 gennaio 2004 PalaMaddalene, Chieri  | Chieri               | 3 - 2 | Vicenza           | 25-18, 25-22, 24-26, 25-27, 15-12 |
| 14ª giornata - 7 febbraio 2004 PalaTriccoli, Jesi     | Giannino Pieralisi   | 3 - 0 | Chieri            | 25-23, 25-18, 25-11               |
| 15ª giornata - 11 febbraio 2004 PalaMaddalene, Chieri | Chieri               | 3 - 0 | Reggio Emilia     | 25-15, 25-19, 25-15               |
| 16ª giornata - 15 febbraio 2004 PalaNorda, Bergamo    | Bergamo              | 3 - 0 | Chieri            | 25-20, 25-18, 25-16               |
| 17ª giornata - 29 febbraio 2004 PalaMaddalene, Chieri | Chieri               | 3 - 0 | Sirio Perugia     | 25-23, 25-17, 27-25               |
| 18ª giornata - 7 marzo 2004 PalaDalLago, Novara       | Asystel              | 3 - 1 | Chieri            | 23-25, 25-18, 25-17, 25-16        |
| 19ª giornata - 10 marzo 2004 PalaMaddalene, Chieri    | Chieri               | 3 - 0 | Robursport Pesaro | 25-14, 25-19, 25-16               |
| 20ª giornata - 14 marzo 2004 PalaDeAndrè, Ravenna     | Olimpia Ravenna      | 1 - 3 | Chieri            | 15-25, 25-20, 22-25, 20-25        |
| 21ª giornata - 21 marzo 2004 PalaPaganelli, Sassuolo  | San Giorgio Sassuolo | 1 - 3 | Chieri            | 21-25, 25-18, 23-25, 19-25        |
| 22ª giornata - 24 marzo 2004 PalaMaddalene, Chieri    | Chieri               | 3 - 2 | Forlì             | 25-17, 22-25, 16-25, 25-21, 15-13 |

#### Play-off scudetto
| Quarti di finale (gara 1) - 27 marzo 2004 PalaPanini, Modena    | Modena | 3 - 1 | Chieri | 19-25, 25-18, 25-23, 25-22        |
| Quarti di finale (gara 2) - 30 marzo 2004 PalaMaddalene, Chieri | Chieri | 2 - 3 | Modena | 25-14, 25-20, 26-28, 22-25, 12-15 |

### Coppa Italia

#### Fase a eliminazione diretta
| Ottavi di finale (andata) - 1º novembre 2003 PalaMaddalene, Chieri                | Chieri  | 3 - 2 | Vicenza | 25-27, 31-33, 25-22, 25-18, 15-11 |
| Ottavi di finale (ritorno) - 15 novembre 2003 Palasport Città di Vicenza, Vicenza | Vicenza | 2 - 3 | Chieri  | 16-25, 27-25, 26-24, 20-25, 13-15 |
| Quarti di finale - 19 febbraio 2004 PalaNorda, Bergamo                            | Chieri  | 3 - 1 | Modena  | 25-19, 25-16, 22-25, 25-20        |
| Semifinali - 21 febbraio 2004 PalaNorda, Bergamo                                  | Asystel | 3 - 0 | Chieri  | 25-13, 25-13, 25-20               |

## Statistiche

### Statistiche di squadra
| Competizione | Punti | In casa | In casa | In casa | In trasferta | In trasferta | In trasferta | Totale | Totale | Totale |
| Competizione | Punti | G       | V       | P       | G            | V            | P            | G      | V      | P      |
| ------------ | ----- | ------- | ------- | ------- | ------------ | ------------ | ------------ | ------ | ------ | ------ |
| Serie A1     | 49    | 12      | 10      | 2       | 12           | 7            | 5            | 24     | 17     | 7      |
| Coppa Italia | -     | 1       | 1       | 0       | 1            | 0            | 1            | 4      | 3      | 1      |
| Totale       | -     | 13      | 11      | 2       | 13           | 7            | 6            | 28     | 20     | 8      |

G = partite giocate; V = partite vinte; P = partite perse

### Statistiche dei giocatori
| M. Borri      | 23 | -   | -   | -  | -  | Statistiche assenti | Statistiche assenti |
| S. Gioria     | 9  | 3   | 2   | 1  | 0  | Statistiche assenti | Statistiche assenti |
| N. Marinova   | 23 | 41  | 24  | 9  | 8  | Statistiche assenti | Statistiche assenti |
| N. Osmokrović | 23 | 243 | 201 | 31 | 11 | Statistiche assenti | Statistiche assenti |
| C. Perona     | 17 | 51  | 26  | 21 | 4  | Statistiche assenti | Statistiche assenti |
| D. Scott      | 18 | 243 | 173 | 55 | 15 | Statistiche assenti | Statistiche assenti |
| B. Siciliano  | 20 | 11  | 9   | 0  | 2  | Statistiche assenti | Statistiche assenti |
| B. Soucy      | 21 | 201 | 159 | 24 | 18 | Statistiche assenti | Statistiche assenti |
| C. Țurlea     | 20 | 185 | 154 | 26 | 5  | Statistiche assenti | Statistiche assenti |
| C. Vicenzi    | 24 | 187 | 130 | 49 | 8  | Statistiche assenti | Statistiche assenti |
| A. Zetova     | 22 | 428 | 376 | 41 | 11 | Statistiche assenti | Statistiche assenti |

P = presenze; PT = punti totali; AV = attacchi vincenti; MV = muri vincenti; BV = battute vincenti